# Bando da Lua
O Bando da Lua foi um conjunto vocal e instrumental brasileiro, primeiro no país a harmonizar as vozes de acordo com a moda na época nos Estados Unidos e, com isto, criou uma mania nacional.

## História

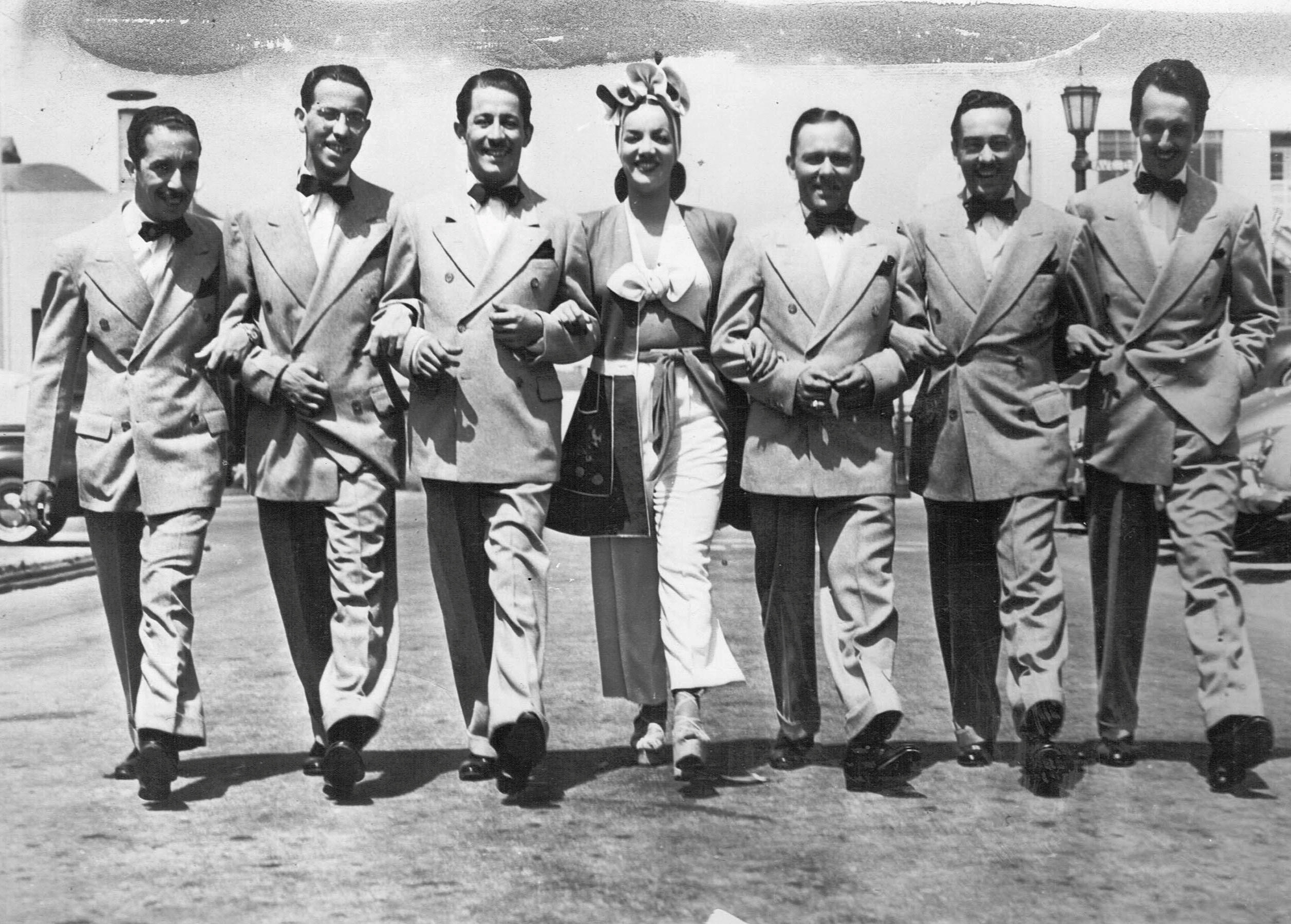
Carmen Miranda com o Bando da Lua nas gravações do filme Springtime in the Rockies, de 1942.

Formado no final da década de 1920 e início da década de 1930, o grupo se reuniu pela primeira vez como parte do Bloco do Bimbo, conhecido pelos banhos de mar à fantasia na Praia do Flamengo e pelos bailes de carnaval. Em 1929, após sugestão de Josué de Barros (1888-1959), o grupo foi reduzido a sete integrantes e passou a se chamar Bando da Lua. Era composto inicialmente por Aloysio de Oliveira (violão e vocal), Hélio Jordão Pereira (violão), Osvaldo Éboli, o Vadeco (pandeiro), Ivo Astolphi (violão tenor e banjo) e pelos irmãos Afonso (ritmo e flauta), Stênio (cavaquinho) e Armando Osório (violão). Este último veio a se desligar do grupo em 1934. Após sugestão de Josué de Barros (1888-1959), o grupo foi reduzido a sete integrantes e passou a se chamar Bando da Lua.
Em 1931, o grupo gravou seu primeiro disco pela Brunswick, incluindo os sambas “Que Tal a Vida?” e “Tá de Mona”, de Mazinho e Maércio Azevedo. Em seguida, lançaram a marcha “Opa... Opa...” (1932) e os sambas “Imaginem Só” (1933) e “Abandona o Preconceito” (1934), de Maércio Azevedo e Francisco Mattoso. Também lançaram a marcha “A Hora É Boa” (1934), uma parceria entre Aloysio e Mazinho. Apresentaram-se no programa Casé, na Rádio Sociedade, e, em 1933, assinaram contrato com a Rádio Mayrink Veiga. Durante esse período, profissionalizaram-se, investindo no próprio conjunto: encomendaram instrumentos personalizados, elaboraram figurinos, alugaram um apartamento no centro do Rio de Janeiro, que funcionou como sede, e dividiram funções administrativas e artísticas.
Em 1934, o grupo viajou a Buenos Aires acompanhando a cantora Carmen Miranda, realizando seis temporadas na cidade, além de shows no Chile e no Uruguai. Ao final da turnê, Armando Osório deixou o grupo. Durante esse período, gravaram as marchas “Não Resta a Menor Dúvida” (1936), de Noel Rosa e Hervé Cordovil, e “Bis” (1934), de Lamartine Babo e Assis Valente. Também registraram sambas de Assis Valente, como “Mangueira” (1935), em parceria com Zequinha Reis, “Maria Boa” (1936), “Que é Que Maria Tem” (1938), “Bola Preta” (1937) e “Deixa o Passado” (1937). Além disso, gravaram “Lalá” (1935), uma marchinha de Braguinha e Alberto Ribeiro (1902-1971); o samba “Saudades do Meu Barracão” (1937), de Ataulfo Alves (1909-1969); as marchas “Menina das Lojas” (1937), de Lamartine Babo, e “Pegando Fogo” (1938), de José Maria de Abreu; e o “Samba da Minha Terra” (1940), de Dorival Caymmi. O grupo também atuou nos filmes Estudantes (1935), Alô Alô Carnaval (1936) e Banana da Terra (1939).
O grupo se apresentou com Carmen Miranda no Cassino da Urca, no Rio de Janeiro, e durante sua estreia nos Estados Unidos, em 1939, na revista Streets of Paris, de Lee Shubert. Ivo Astolfi decidiu retornar ao Brasil e se desligou do grupo, sendo substituído pelo multi-instrumentista Garoto (1915-1955) e, posteriormente, por Nestor Amaral (1913-1962). O repertório da formação incluía a marcha “Mamãe Eu Quero”, de Vicente de Paiva e Jararaca; a embolada “Bambo-Bambu”, de Patrício Teixeira e Donga; e “South American Way”, adaptada para se tornar um samba. O grupo também participou ao lado de Carmen Miranda do filme Down Argentine Way (1940).
Em 1942, Hélio Jordão deixou o conjunto e, dois anos depois, Vadeco retornou ao Brasil, marcando o fim da formação original do Bando da Lua, a mesma que participou dos primeiros oito filmes de Carmen Miranda nos Estados Unidos.
O grupo foi retomado em 1949, com Aloysio de Oliveira e ex-integrantes dos Anjos do Inferno: Aluísio Ferreira (Lulu) no violão, Harry Vasco de Almeida (pistão nasal e ritmo) e José Soares (Russinho do Pandeiro). Aloysio de Oliveira considerava essa fase como o momento em que o conjunto conquistou autonomia em relação a Carmen Miranda, além de uma maior profissionalização. Nesse período, gravaram quatro músicas com Bing Crosby pela Decca Records: “Copacabana”, “Quizas Quizas”, “Maria Bonita” e “Granada”.
Com a morte de Carmen Miranda, em 1955, o Bando chegou ao fim. Entre seus integrantes, destacam-se Vadeco, da formação original, que construiu uma carreira bem-sucedida como diretor e produtor no rádio e na TV, e Aloysio de Oliveira, que se tornou um renomado produtor musical e compositor. Aloysio é conhecido por suas parcerias com Tom Jobim em clássicos como “Dindi” (1959) e “Só Tinha de Ser com Você” (1964). No início dos anos 1960, Aloysio lançou a gravadora Elenco, pelo qual revelou importantes compositores e intérpretes da música brasileira. Nos anos 1970, foram lançadas duas coletâneas com gravações realizadas entre 1939 e 1945: Bando da Lua nos E.U.A. (1974) e Aurora e Carmen Miranda e o Bando da Lua (1975).

## Controvérsia
O gaúcho Bob Lester apresentava-se como um membro do Bando da Lua, mas segundo avalia o biógrafo de Carmen Miranda, o jornalista Ruy Castro, não há o menor vestígio de que ele tenha trabalhado com Carmen ou com o conjunto.

## Sucessos
- A Hora É Boa, Aloysio de Oliveira e Mazinho (1934)
- A Noite Vem Descendo, Alfredo Neto e Henrique Gonzales (1934)
- Abandona o Preconceito, Francisco Matoso e Maércio Azevedo (1935)
- Bola Preta, Assis Valente (1938)
- Mangueira, Assis Valente e Zequinha Reis (1935)
- Maria Boa, Assis Valente (1936)
- Menina Que Pinta o Sete, Ataulfo Alves e Roberto Martins (1936)
- O Samba da Minha Terra, Dorival Caymmi (1940)
- Que É Que Maria Tem?, Assis Valente (1936)
- O Vento Levou, Benedito Lacerda / Herivelto Martins (1940)